# قرية رزكة
قرية رزكة هي قرية عراقية كردية، تقع في محافظة دهوك، قرب مدينة العمادية والحدود التركية. يعتاش أهلها على زراعة القمح.